# Lista monumentelor ocrotite de stat din raionul Grigoriopol
Lista monumentelor din raionul Grigoriopol cuprinde monumentele patrimoniului cultural de pe teritoriul fostului raion Grigoriopol (de dinaintea reformei administrative din 1998) înscrise în Registrul monumentelor Republicii Moldova ocrotite de stat.
Registrul monumentelor Republicii Moldova ocrotite de stat a fost aprobat prin Hotărârea Parlamentului nr. 1531-XII împreună cu Legea nr. 1530-XII privind ocrotirea monumentelor RM din 22 iunie 1993. În Monitorul Oficial nr. 1 din 1994 a fost publicată doar Legea, fără a include însă și Registrul, care a fost publicat mult mai târziu, la 2 februarie 2010. A nu se confunda cu Registrul arheologic național sau cel al monumentelor de for public, care sunt liste diferite ce vizează doar anumite compartimente ale patrimoniului cultural, întocmite în baza unor legi separate.
Autoproclamata „Republica Moldovenească Nistreană” a elaborat propriul său registru de monumente (cu completări în 2019), dar lista curentă nu ține cont de acesta, ci este bazată exclusiv pe Registrul monumentelor Republicii Moldova ocrotite de stat.
Lista completă este menținută și actualizată periodic de către Ministerul Culturii din Republica Moldova, dar înainte ca modificările să intre în vigoare acestea trebuie să fie aprobate de către Parlament. Această listă este menită să cuprindă și actualizările ulterioare.
| Nr. | Localizare                                                                                  | Denumire | Datare                         | Tip   | Însemnătate | Imagine                 | Erori             |
| --- | ------------------------------------------------------------------------------------------- | --- | ------------------------------ | ----- | ----------- | ----------------------- | ----------------- |
| 464 | Grigoriopol str. Șevcenco, 17 47°08′55″N 29°17′56″E / 47.148645485958°N 29.298982088805°E   | Biserica „Înălțarea Domnului”                                                                                | jum. I a sec. XIX              | At    | N           | Încarcă foto            | Raportează eroare |
| 465 | Grigoriopol str. K. Marx, 122                                                               | Casă de locuit                                                                                               | sf. sec. XIX – înc. sec. XX    | At    | N           | Încarcă foto            | Raportează eroare |
| 466 | Grigoriopol str. Lenin, 2                                                                   | Casă de locuit cu prăvălie a lui Jioltkov                                                                    | jum. II a sec. XX              | At    | N           | Încarcă foto            | Raportează eroare |
| 467 | Grigoriopol str. Lenin, 54                                                                  | Casă de locuit a lui Ohanov                                                                                  | sf. sec. XVIII – înc. sec. XIX | At    | N           | Încarcă foto            | Raportează eroare |
| 468 | Grigoriopol str. K. Marx, 185                                                               | Clădirea fostei administrații locale                                                                         | 1911                           | At    | N           | Încarcă foto            | Raportează eroare |
| 469 | Grigoriopol str. K. Marx, 181                                                               | Clădirea fostei stații electrice                                                                             | 1936                           | At    | N           | Încarcă foto            | Raportează eroare |
| 470 | Grigoriopol str. Dzerjinski, 56A                                                            | Clădirea fostei școli fondate de Dîncovici                                                                   | 1907                           | At    | N           | Încarcă foto            | Raportează eroare |
| 471 | Grigoriopol str. K. Marx, 183                                                               | Clădirea școlii parohial-bisericești armenești                                                               | 1890                           | Is    | N           | Încarcă foto            | Raportează eroare |
| 472 | Grigoriopol str. K. Marx, 185                                                               | Clădirea fostei școlii orășenești de meserii                                                                 | anii 1860                      | Is    | N           | Încarcă foto            | Raportează eroare |
| 473 | Grigoriopol str. K. Marx, 187                                                               | Clădirea fostului gimnaziu de fete                                                                           | 1903                           | Is At | N           | Încarcă foto            | Raportează eroare |
| 474 | Grigoriopol                                                                                 | Fântâna armenească                                                                                           | 1792                           | Is At | L           | Încarcă foto            | Raportează eroare |
| 475 | Grigoriopol 47°09′24″N 29°17′40″E / 47.156719°N 29.294552°E                                 | Monumente funerare (cca 20). Cimitirul armenesc                                                              | sf. sec. XVIII – înc. sec. XX  | Ar Is | N           | Încarcă foto            | Raportează eroare |
| 476 | Grigoriopol str. K. Marx 47°08′50″N 29°17′34″E / 47.147173466935°N 29.292764396414°E        | Monument la mormântul comun al ostașilor căzuți (cca 500) în 1944                                            | 1968                           | Is    | L           | Încarcă foto            | Raportează eroare |
| 477 | Grigoriopol str. Dzerjinski, 27 47°09′02″N 29°17′48″E / 47.150591296936°N 29.296664994584°E | Monument la mormântul comun al ostașilor căzuți (67) în 1944                                                 | 1968                           | Is    | N           | Încarcă foto            | Raportează eroare |
| 478 | Grigoriopol                                                                                 | Monumentul scriitorului Mitrofan Oprea (1912-1944). La cimitir                                               |                                | Is    | N           | Încarcă foto            | Raportează eroare |
| 480 | Bîcioc 46°55′22″N 29°28′57″E / 46.922743790585°N 29.482638223022°E                          | Monument la mormântul comun al ostașilor căzuți (155) în 1944                                                |                                | Is    | L           | Încarcă foto            | Raportează eroare |
| 484 | Butor 47°02′18″N 29°24′22″E / 47.038331206028°N 29.406024405046°E                           | Monument la mormântul comun al ostașilor căzuți (913) în 1944 și în memoria consătenilor căzuți în 1941-1945 | 1970                           | Is    | L           | Încarcă foto            | Raportează eroare |
| 486 | Carmanova 47°15′26″N 29°30′08″E / 47.257111484483°N 29.502293104615°E                       | Clădirea fostei biserici evangheliste (I)                                                                    | 1840                           | At    | N           | Încarcă foto            | Raportează eroare |
| 487 | Carmanova                                                                                   | Clădirea fostei biserici evangheliste (II)                                                                   | mijl. sec. XIX                 | At    | N           | Încarcă foto            | Raportează eroare |
| 488 | Carmanova 47°15′32″N 29°30′19″E / 47.258821592445°N 29.505344848323°E                       | Monument la mormântul ostașilor căzuți în 1944                                                               |                                | Is    | N           | Încarcă foto            | Raportează eroare |
| 490 | Colosova 47°19′49″N 29°34′06″E / 47.330216362298°N 29.568405602254°E                        | Clădirea fostei biserici evangheliste                                                                        | 1840                           | At    | N           | Încarcă foto            | Raportează eroare |
| 491 | Colosova                                                                                    | Monument la mormântul comun al ostașilor căzuți (58) în 1944                                                 | 1965                           | Is    | L           | Încarcă foto            | Raportează eroare |
| 492 | Colosova                                                                                    | Semn comemorativ victimelor fascismului                                                                      |                                | Is    | N           | Încarcă foto            | Raportează eroare |
| 494 | Cotovca                                                                                     | Monument în memoria consătenilor căzuți în 1941-1945                                                         |                                | Is    | L           | Încarcă foto            | Raportează eroare |
| 497 | Crasnogorca 46°58′01″N 29°27′12″E / 46.966987297939°N 29.45324406097°E                      | Monument la mormântul comun al ostașilor căzuți (101) în 1944                                                |                                | Is    | L           | Încarcă foto            | Raportează eroare |
| 500 | Delacău 47°07′48″N 29°17′56″E / 47.129925122017°N 29.298889934584°E                         | Monument la mormântul comun al ostașilor căzuți (47) în 1944                                                 |                                | Is    | L           | Încarcă foto            | Raportează eroare |
| 501 | Hîrtop 47°14′33″N 29°21′22″E / 47.242383°N 29.35622°E                                       | Monument la mormântul comun al ostașilor căzuți (205) în 1944                                                |                                | Is    | L           | Încarcă foto            | Raportează eroare |
| 502 | Hîrtop                                                                                      | Monument ostașului căzut în 1944                                                                             |                                | Is    | L           | Încarcă foto            | Raportează eroare |
| 504 | Hlinaia 47°13′40″N 29°24′49″E / 47.227811201731°N 29.41353184435°E                          | Clădirea fostei biserici evangheliste                                                                        | 1846                           | At    | N           | Încarcă foto            | Raportează eroare |
| 505 | Hlinaia                                                                                     | Clădirea fostei școli primare                                                                                | sf. sec. XIX – înc. sec. XX    | At    | N           | Încarcă foto            | Raportează eroare |
| 506 | Hlinaia                                                                                     | Monument la mormântul comun al ostașilor căzuți (236) în 1944                                                | 1950                           | Is    | L           | Încarcă foto            | Raportează eroare |
| 509 | Mălăiești                                                                                   | Clădirea școlii medii                                                                                        | 1932                           | At    | N           | Încarcă foto            | Raportează eroare |
| 510 | Mălăiești                                                                                   | Monument în memoria consătenilor căzuți în 1945-1946                                                         |                                | Is    | L           | Încarcă foto            | Raportează eroare |
| 511 | Mălăiești 46°58′51″N 29°33′23″E / 46.980704°N 29.556483°E                                   | Monument la mormântul comun al ostașilor căzuți (744) în 1944                                                | 1972                           | Is    | L           | Încarcă foto            | Raportează eroare |
| 513 | Mocearovca                                                                                  | Monument la mormântul comun al ostașilor căzuți (24) în 1944                                                 |                                | Is    | L           | Încarcă foto            | Raportează eroare |
| 515 | Novovladimirovca                                                                            | Monument în memoria consătenilor căzuți în 1941-1945                                                         |                                | Is    | L           | Încarcă foto            | Raportează eroare |
| 518 | Speia 46°59′02″N 29°19′13″E / 46.983999°N 29.320145°E                                       | Monument la mormântul comun al ostașilor căzuți (104) în 1944 și în memoria consătenilor căzuți în 1941-1945 | 1967                           | Is    | L           | galerie \| Încarcă foto | Raportează eroare |
| 520 | Șipca                                                                                       | Clădirea școlii medii                                                                                        | 1933-1939                      | At    | N           | Încarcă foto            | Raportează eroare |
| 521 | Șipca                                                                                       | Clădirea fostei școli primare                                                                                | înc sec. XX                    | Is At | N           | Încarcă foto            | Raportează eroare |
| 522 | Șipca 47°09′50″N 29°30′35″E / 47.163924490114°N 29.509609387783°E                           | Monument la mormântul comun al ostașilor căzuți (72) în 1944                                                 | 1947                           | Is    | L           | Încarcă foto            | Raportează eroare |
| 523 | Șipca                                                                                       | Monument ostașului căzut în 1944                                                                             |                                | Is    | L           | Încarcă foto            | Raportează eroare |
| 525 | Tașlîc 47°04′07″N 29°23′37″E / 47.068584915165°N 29.393718418889°E                          | Biserica „Sf. Gheorghe”                                                                                      | jum. II a sec. XIX             | At    | N           | galerie \| Încarcă foto | Raportează eroare |
| 526 | Tașlîc                                                                                      | Casa cineastului E. Peciul                                                                                   |                                | Is    | N           | Încarcă foto            | Raportează eroare |
| 527 | Tașlîc                                                                                      | Casa scriitorului Mitrofan Oprea                                                                             |                                | Is    | L           | Încarcă foto            | Raportează eroare |
| 528 | Tașlîc 47°04′18″N 29°23′27″E / 47.071572139414°N 29.39082196457°E                           | Monument la mormântul comun al ostașilor căzuți (734) în 1944                                                | 1968                           | Is    | L           | galerie \| Încarcă foto | Raportează eroare |
| 530 | Teiu 46°56′46″N 29°23′27″E / 46.946107627463°N 29.390844321018°E                            | Monument în memoria consătenilor căzuți în 1941-1945                                                         |                                | Is    | L           | Încarcă foto            | Raportează eroare |
| 531 | Teiu                                                                                        | Monument la mormântul comun al ostașilor căzuți (112) în 1944                                                | 1957                           | Is    | N           | Încarcă foto            | Raportează eroare |
| 533 | Tocmagiu 46°56′43″N 29°22′35″E / 46.945309488278°N 29.376455383807°E                        | Biserica „Sf. Arhangheli Mihail și Gavriil”                                                                  | jum. II a sec. XIX             | At    | N           | Încarcă foto            | Raportează eroare |
| 534 | Tocmagiu                                                                                    | Monument la mormântul comun al ostașilor căzuți (166) în 1944                                                |                                | Is    | L           | Încarcă foto            | Raportează eroare |
| 535 | Vinogradnoe                                                                                 | Clădirea fostului cămin muncitoresc                                                                          | 1933                           | At    | N           | Încarcă foto            | Raportează eroare |
| 536 | Vinogradnoe 47°05′04″N 29°29′37″E / 47.084562°N 29.493634°E                                 | Monument la mormântul comun al ostașilor căzuți (138) în 1944                                                |                                | At    | N           | Încarcă foto            | Raportează eroare |